# Khangsar
Khangsar (en népalais : खाङ्सार) est un comité de développement villageois du Népal situé dans le district de Manang, à 3 700 m d'altitude. Il se situe sur l'itinéraire du lac Tilicho et tient son nom du Roc Noir, ou Khangsar Kang, culminant à 7 485 m à la naissance de la Grande Barrière.
Au recensement de 2011, il comptait 257 habitants.